# 6. Kavallerie-Schützen-Division
Die 6. Kavallerie-Schützen-Division war ein Großverband der Preußischen Armee im Ersten Weltkrieg.

## Gliederung

### Kriegsgliederung vom 3. Mai 1918
- 170. Landwehr-Infanterie-Brigade
- Kavallerie-Schützen-Kommando Nr. 3
  - Kürassier-Regiment „Königin“ (Pommersches) Nr. 2
  - Thüringisches Husaren-Regiment Nr. 12
  - 2. Pommersches Ulanen-Regiment Nr. 9
- Kavallerie-Schützen-Kommando Nr. 5
  - Kürassier-Regiment „von Seydlitz“ (Magdeburgisches) Nr. 7
  - 1. Brandenburgisches Dragoner-Regiment Nr. 2
  - Ulanen-Regiment „Kaiser Alexander II. von Rußland“ (1. Brandenburgisches) Nr. 3
- Kavallerie-Schützen-Kommando Nr. 45
  - Husaren-Regiment „König Humbert von Italien“ (1. Kurhessisches) Nr. 13
  - Jäger-Regiment zu Pferde Nr. 13
  - Reserve-Dragoner-Schützen-Regiment Nr. 7
  - 5. Eskadron/Königs-Ulanen-Regiment (1. Hannoversches) Nr. 13
- Artillerie-Kommandeur Nr. 133
  - Feldartillerie-Regiment zbV. Nr. 11
  - IV. Abteilung/Feldartillerie-Regiment „General-Feldzeugmeister“ (1. Brandenburgisches) Nr. 3
  - IV. und V. Abteilung/1. Kurhessisches Feldartillerie-Regiment Nr. 11
- Pionier-Bataillon Nr. 420
- Divisions-Nachrichten-Kommandeur Nr. 906

## Geschichte
Der Großverband wurde am 1. Mai 1918 aus der 6. Kavallerie-Division zur 6. Kavallerie-Schützen-Division umgebildet und kam im letzten Kriegsjahr ausschließlich an der Westfront ein.

### Gefechtskalender

#### 1918
- 1. Mai bis 5. Juli --- Stellungskampf im Oberelsass
- 5. Juli bis 9. September --- Stellungskrieg in Flandern
  - 28. August bis 4. September --- Kämpfe vor der Front Ypern-La Bassee
- 10. bis 27. September --- Abwehrschlacht zwischen Cambrai und St.-Quentin
- 28. September bis 17. Oktober --- Abwehrschlacht in Flandern
- 18. bis 24. Oktober --- Nachhutkämpfe zwischen Yser und Lys
- 25. Oktober bis 1. November --- Schlacht an der Lys
- 2. bis 4. November --- Nachhutkämpfe beiderseits der Schelde
- 12. November bis 19. Dezember --- Räumung des besetzten Gebietes und Marsch in die Heimat

## Kommandeure
| Dienstgrad   | Name          | Datum                           |
| ------------ | ------------- | ------------------------------- |
| Generalmajor | Georg Saenger | 1. Mai 1918 bis 22. Januar 1919 |